# Berlin-Hermsdorf
Pour les articles homonymes, voir Hermsdorf.
Berlin-Hermsdorf [ˈhɛʁmsdɔʁf]  est un des onze quartiers de l'arrondissement de Reinickendorf dans la capitale allemande.

## Géographie
Le quartier s'étend sur 6,1 km2. Le quartier compte plusieurs étangs et mares :
- Brandpfuhl
- Ceciliengraben
- Dominicusteich
- ehemalige Tongruben
- Gartenteich
- Golzteich
- Hermsdorfer See
- Hohenfeldteich
- Langer Teichpfuhl
- Sylvesterteich
- Waldsee
- Wernickepfuhl
- Wickengartenteich
- Wolfsteich

## Histoire
Hermsdorf est intégré à Berlin en tant que quartier le 1er octobre 1920 à l'occasion de la réforme territoriale du Grand Berlin. Entre 1921 et 2001, il faisait partie du district de Reinickendorf, renommé Arrondissement de Reinickendorf en 2001.

## Population
Le quartier comptait 16 532 habitants le 1er janvier 2017 selon le registre des déclarations domiciliaires, c'est-à-dire 2 710 hab./km2.